# Alex Ferguson
Sir Alexander Chapman »Alex« Ferguson, CBE, škotski nogometaš in trener, * 31. december 1941, Govan, Glasgow, Škotska.
Ferguson je vso svojo kariero igral v škotski ligi kot napadalec za klube Queen's Park, St. Johnstone, Dunfermline Athletic, Rangers, Falkirk in Ayr United. Skupno je odigral 317 prvenstvenih tekem in dosegel 170 golov. 
Po končani karieri je deloval kot trener, najprej pri škotskih klubih East Stirlingshire, St. Mirren in Aberdeen, v letih 1985 in 1986 je bil selektor škotske reprezentance, od leta 1986 vse do upokojitve leta 2013 pa je vodil Manchester United. Slednjega je vodil skupno na 1500 tekmah, zabeležil je 895 zmag, 338 remijev in 267 porazov. S klubom je trinajstkrat osvojil naslovov prvaka v Premier League, petkrat FA pokal, štirikrat ligaški pokal, desetkrat angleški superpokal, dvakrat Ligo prvakov ter po enkrat Pokal UEFA in evropski superpokal.
Sprejet je v Angleški nogometni hram slavnih in Škotski nogometni hram slavnih, leta 1999 je prejel britansko viteško odlikovanje.